# Gonomyia (Leiponeura) discreta
Gonomyia (Leiponeura) discreta is een tweevleugelige uit de familie steltmuggen (Limoniidae). De soort komt voor in het Oriëntaals gebied.